# North Brentwood
North Brentwood és una població dels Estats Units a l'estat de Maryland. Segons el cens del 2000 tenia 469 habitants.

## Demografia
Segons el cens del 2000, North Brentwood tenia 469 habitants, 158 habitatges, i 112 famílies. La densitat de població era de 1.646,2 habitants per km².
Dels 158 habitatges en un 33,5% hi vivien nens de menys de 18 anys, en un 31,6% hi vivien parelles casades, en un 30,4% dones solteres, i en un 29,1% no eren unitats familiars. En el 22,8% dels habitatges hi vivien persones soles el 8,2% de les quals corresponia a persones de 65 anys o més que vivien soles. El nombre mitjà de persones vivint en cada habitatge era de 2,97 i el nombre mitjà de persones que vivien en cada família era de 3,43.
Per edats la població es repartia de la següent manera: un 28,8% tenia menys de 18 anys, un 8,3% entre 18 i 24, un 25,6% entre 25 i 44, un 24,9% de 45 a 60 i un 12,4% 65 anys o més.
L'edat mediana era de 37 anys. Per cada 100 dones de 18 o més anys hi havia 83,5 homes.
La renda mediana per habitatge era de 37.188 $ i la renda mediana per família de 45.893 $. Els homes tenien una renda mediana de 32.188 $ mentre que les dones 26.000 $. La renda per capita de la població era de 18.547 $. Entorn del 12,6% de les famílies i el 14,2% de la població estaven per davall del llindar de pobresa.

## Poblacions més properes
El següent diagrama mostra les poblacions més properes.